# 松山情報ビジネス専門学校
松山情報ビジネス専門学校（まつやまじょうほうビジネスせんもんがっこう）は、学校法人松山ビジネスカレッジ（旧・学校法人山本学園）が愛媛県松山市で運営していた専修学校。

## 概要
- 所在地 - 愛媛県松山市一番町1-4-1
  - 同じく松山ビジネスカレッジの運営する松山女学院専門学校、松山歯科衛生士専門学校も同じ建物に入居している。また松山ビジネスカレッジの本部も置かれている。

## 沿革
- 1987年 - 松山情報ビジネス専門学校開校。
- 2014年 - 松山コンピュータ専門学校へ統合され専門学校松山ビジネスカレッジビジネス校となる

## 設置学科
- 総合ビジネス科
  - ビジネス実務コース
  - 医療事務コース
- 国際観光ビジネス科
  - ホテル観光コース

## 主な資格取得
- 日商簿記検定
- 販売士検定
- ビジネス能力検定
- ケアクラーク技能認定試験
- 実用英語技能検定
- 観光英語検定
- 旅行業務取扱管理者
- ITパスポート試験 等。

## 周辺
- 三越松山店
- 松山全日空ホテル
- 松山東急イン
- ローソン松山大街道二丁目店
- ファミリーマート松山二番町店

## アクセス
- 鉄道
  - 伊予鉄道大街道停留場･勝山町停留場からそれぞれ徒歩で約5分。
- バス
  - 伊予鉄バス一番町二丁目停留所

## グループ校
- 松山女学院専門学校
- 松山コンピュータ専門学校
- 松山歯科衛生士専門学校
- 松山デザイン専門学校